# نگرش سیاسی حافظ
نگرشِ سیاسیِ حافظ موضوع تحقیقات فراوانی بوده است.
احسان یارشاطر بر این باور است که حافظ برای تحقیر و شرمساریِ ریاکاران خودپرهیزگار، گروه‌های اجتماعیِ پست و متروکِ جامعه را در دست می‌گیرد و آنها را به‌عنوان معیارِ تقوا، حتی تا جایگاهِ پیران یا رهبرانِ مقدسِ صوفی بالا می‌بَرد. این افراد، رند، قلندر، پیرِ می‌فروش و پیرِ مُغان — که هردو در فرهنگِ واژگانِ طنزآمیزِ حافظ به‌معنای صاحبِ میخانه هستند — و نیز مُغْبَچهٔ باده‌فروش، که گاهی موضوع نظربازیِ شاعر را نشان می‌دهد. این رویکرد شامل مکان‌های شرم‌آورِ مقدس‌شده نیز است به‌عنوان مثال میکده یا میخانه، دیر مغان و خرابات، حاشیهٔ شهرهایی هستند که رندان، قلندران، گدایان و دیگر بی‌خانمان‌ها برای ارتکابِ اعمالِ خلافِ شرع به آنجا رفت‌وآمد می‌کنند. او تمامِ فضیلت‌های موجود در زهدفروشان را به آنها نسبت می‌دهد. شایستگیِ اصلیِ فاسقانِ فرشته‌شده‌اش، خلوص است، صفتی که به‌ویژه اشخاصِ مورد حملهٔ حافظ فاقد آن هستند. حافظ در محکومیتِ گستردهٔ زهدفروشان، هیچ استثنائی ندارد. محکومیتِ او مطلق است. زاهد، شیخ یا محتسبِ خوب یا استثنایی دیده نمی‌شود. آنها در یک مجموعهٔ عمومی به‌صورتِ دورو و فاسد به‌تصویر کشیده شده‌اند. او اما از پارسا یا پارسایی، درویش و درویشی، مردان خدا و به‌ویژه طریقت به‌معنای مثبت صحبت می‌کند، اما هرگز برای زاهد چنین نیست.

## زمانه‌ستیزی
به‌باورِ یارشاطر، حافظ در واکنش به شرایطِ روزگارش، به‌دنبالِ راه‌حلی است تا ریاکاریِ تمامِ کسانی را که خود را سرپرست، قاضی، و نمونه‌هایی از درستکاریِ اخلاقی قرار داده‌اند، آشکار کند. در نظرِ حافظ، اینان به‌عنوان رهبرانِ اخلاقی و معنوی عمل می‌کنند درحالی‌که مخفیانه گناهانی را انجام می‌دهند که دیگران را به عدم ارتکابِ آنها ترغیب می‌کنند. تا زمانی که شدتِ خصومتِ عمیق و پرشورِ حافظ نسبت به ریاکاری و بی‌دینیِ این شخصیت‌ها مورد توجه قرار نگیرد، درکِ شعرِ او با شکست روبه‌رو می‌شود. کسانی که وی اصرار بر تقبیح‌شان دارد شامل زاهد، واعظ، شیخ، مفتی، قاضی، فقیه، حافظ، محتسب، و امام جماعت است. سرزنش‌های او در برابرِ صوفیان یا عرفای اسلامی که آنان را متقلب و فریبکار توصیف می‌کند، و صاحبانِ خرقه‌هایِ تنگدستی که با شرابِ حرامِ در خفا نوشیده، لکه‌دار شده‌اند، کمتر نیست. وی در یک بیت، صوفیان را دَجّال‌کیش و مُلحِدشکل توصیف می‌کند. صوفیان در ابتدا نمایانگرِ واکنشی پرهیزگارانه و مردمی در برابرِ محدودیتِ قانونِ متعصّبانه و تمایل آن به جنبه‌های رسمیِ دین بودند، اما با گذشت زمان بسیاری از آنها در جستجوی فریبکارانهٔ قدرت و لذّات دنیویْ فاسد شدند. در دست‌کم ۱۷۰ غزل، او به‌طور مستقیم یا غیرمستقیم گروه‌های بددین و خدانشناس را به طنز و استهزاء می‌گیرد. عجیب‌ترین ابیاتِ حافظ مواردی است که وی به چهره‌های دروغینِ اقتدار در مذهبِ حکومتی حمله می‌کند. بااین‌حال، کنایه زدنش به شخصیت‌های بسیاری، به‌ندرت تلخ به‌نظر می‌رسد. هجو او گرچه تیز است، اما اغلب با استفاده از طنز، ریشخندگون و طعنه‌آمیز بیان می‌کند. وی با قراردادنِ خویش در زمرهٔ گناهکاران و ریاورزان — به‌ویژه با توجه به تخلصِ «حافظ» و معنای مذهبی آن — به هجوی خودشکنانه دست می‌یابد که جنبهٔ طنزآمیزِ بیشتری به طنز او می‌بخشد. یکی از مهم‌ترین دلایلِ محبوبیتِ حافظ، دقیقاً طنز بُرّانش در برابر مدعیانِ تقوا در حکومت و تشکیلاتِ مذهبی است که مردم از آن‌ها نفرت دارند اما نمی‌توانند آن‌ها را محکوم کنند.
یان ریپکا بر این باور است که ترجمان کاملاً عارفانه از اشعار حافظ، به‌دلیل «آشنایی نیم‌بند با استعاره‌های او از زندگی مردم» و «تمایل به بالا بردن عناصر کام‌گرایانه به نمادهای عارفانه در مشرق‌زمین» حاکم شده‌است. محمدتقی بهار اعتقاد دارد که باده و محتسب و معشوق را جز در معنای سیاسی آن نمی‌توان یافت و بسیاری از اشعار حافظ را باید به‌گونهٔ لفظی — و نه در مفهوم عرفانی — تفسیر کرد. یان ریپکا می‌گوید که اشعار عارفانه در دربار ابواسحاق خریداری نداشت و حافظ نیز در آن دوران اشعاری عاشقانه می‌سرود. بعداً، حافظ با به‌کارگیری صور خیال در اشعار خود، راه را برای فرار از سرزنش مدعیان باز کرد. او اشعار عارفانهٔ حافظ را مربوط به روزگاری می‌داند که صاحب‌منصبی عارف‌مسلک، مانند جلال‌الدین تورانشاه، وزیر اعظم شاه شجاع، از او پشتیبانی می‌کرد.

## در نظرِ هنرمندان
از آثاری که حیاتِ سیاسیِ حافظ را موضوع قرار داده‌اند یکی از شناخته‌ترین‌ها حافظ ناشنیده پندِ ایرج پزشک‌زاد بوده که گرایشِ سیاسیِ حافظِ جوان را موافقِ تساهلِ ابواسحاق اینجو و مخالفِ امیر مبارزالدین نشان می‌دهد.